# حرب كرموز (فلم)
حرب كرموز فيلم أكشن مصري من إنتاج سنة 2018. الفيلم من إخراج وتأليف بيتر ميمي، وإنتاج وقصة محمد السبكي، ومن بطولة أمير كرارة، ومحمود حميدة، وغادة عبد الرازق، ومصطفى خاطر، وسكوت آدكنز.

## ملخص القصة
فيلم حرب كرموز تدور أحداثه في فترة الأربعينيات أثناء الاحتلال البريطاني لمصر، حيث تبدأ القصة بمحاولة جنود بريطانيين اغتصاب فتاة مصرية تدعى أمل في أحد شوارع حي كرموز بالإسكندرية. أثناء محاولة الاعتداء، يتدخل ثلاثة شبان مصريين لإنقاذها، وتنشب بينهم وبين الجنود البريطانيين مشاجرة عنيفة تنتهي بمقتل أحد الجنود البريطانيين. يهرب الشبان مع الفتاة إلى قسم شرطة كرموز، الذي يرأسه الضابط يوسف المصري، المعروف بشجاعته. عند علم القوات البريطانية بما حدث، يطالب القائد البريطاني آدم فرانكلين من يوسف المصري تسليم الشبان الثلاثة باعتبارهم مسؤولين عن مقتل الجندي البريطاني، لكن يوسف يرفض تسليمهم مهما كانت التهديدات، متمسكًا بمبدأ حماية المواطنين المصريين.
تصاعدت الأحداث كثيرا عندما قررت القوات البريطانية محاصرة قسم الشرطة في محاولة لإجبار يوسف المصري على تسليم الشبان. تبدأ معركة شرسة وغير متكافئة بين الطرفين، حيث يستخدم الجيش البريطاني جميع الوسائل الممكنة، من مدافع وآليات ثقيلة، في حين يعتمد رجال الشرطة على شجاعتهم وإصرارهم على الدفاع عن القسم وحماية اللاجئين داخله. وسط هذه المعركة، يظهر الدعم الشعبي الكبير لأهالي حي كرموز، الذين يساندون رجال الشرطة بكل الطرق الممكنة، ما يعكس الروح الوطنية والتكاتف ضد الاحتلال.
رغم قلة الإمكانيات وشراسة المواجهة، يتمكن يوسف المصري ورجاله من الصمود حتى النهاية، مقدمين نموذجًا للتضحية والبطولة في الدفاع عن الكرامة والعدالة. تنتهي الأحداث بانتصار رمزي لرجال الشرطة وفضح الغطرسة الاستعمارية، حيث يثبت يوسف المصري أن الشعب المصري لن يخضع للظلم مهما كانت قوة العدو. الفيلم يجسد ملحمة وطنية تعكس مقاومة الاحتلال وقوة الإرادة المصرية في وجه التحديات..

## طاقم التمثيل
- أمير كرارة بدور الجنرال يوسف المصري
- محمود حميدة بدور عزت الوحش
- غادة عبد الرازق بدور زوبة
- مصطفى خاطر بدور عصفورة
- بيومي فؤاد بدور رياض الشندويلي
- فؤاد شرف الدين بدور الجنرال آدامز
- محمود حجازي بدور صالح
- محمد عز بدور إبراهيم سويلم
- محمد علي رزق بدور سعد الدين مطاوع
- مايان السيد بدور  هند
- فتحي عبد الوهاب بدور حمزة الهواري
- دياب بدور عباس حسبو
- روجينا بدور نوال
- إيمان العاصي بدور فاتن
- محمود البزاوي بدور مذيع بالإذاعة
- إسلام جمال بدور علي
- سارة الشامي
- سكوت آدكنز بدور الضابط المجنون
- أحمد السقا بدور القاضي

بالاشتراك مع: إبراهيم فرح:الصول عزيز- تامر محسن- حسن الجزائري- عمر زكريا فؤاد- أحمد علاء- مصطفى منصور:صلاح- إبراهيم طلبة- أحمد خيري- أحمد عماد

## الإنتاج
كتب بيتر ميمي قصة وسيناريو الفيلم، وكان الفيلم من إخراجه أيضا. قرر المنتج محمد السبكي تأجيل عرض الفيلم إلى موسم عيد الفطر المقبل عام 2018 بدلاً من إجازة نصف العام، ذلك بسبب عدم انتهاء المخرج بيتر ميمي من المونتاج والمكساج. السبكي كان أعلن قبل البدء بتصوير الفيلم أنه سيطرحه خلال إجازة نصف العام، لكن تنفيذ مشاهد الحركة استغرق وقتاً طويلاً ما حال دون ذلك.
كان من المفترض أن تُشارك الفنانة منة شلبي ولكن رفضت وذلك لانشغالها بأعمال أخرى. خلال تحضير الفيلم رجع المخرج بيتر ميمي لأكثر من 1200 صورة و15 ساعة من الوثائق المصورة. تم تصنيع خمس دبابات خصيصًا للفيلم. كان النجم جين كلود فان دام هو المرشح الأول لدور الجنرال آدامز، لكنه طلب أجرًا كبيرًا، فتم اختيار النجم اللبناني فؤاد شرف الدين. أمير كرارة قرر الانسحاب قبل بدء تصوير الفيلم باسبوع بسبب خوفه من التجربة، لكن رؤية بيتر ميمى والسبكي اقنعته وجعلته يتراجع عن قراره ويبدء الفيلم.

## الإيرادات
تفوقت إيرادات فيلم حرب كرموز عند طرحه على جميع الأفلام في تاريخ السينما المصرية، حيث جاء في الصدارة بإجمالي إيرادات 57,348,018 جنيه، فيما جاء فيلم هروب اضطراري الذي عرض في عيد الفطر 2017 في المركز الثاني بإجمالي إيرادات 57,265,363 جنيه، وجاء في المركز الثالث فيلم الخلية، الذي عرض في شهر أغسطس 2017 بإجمالي إيرادات 53,605,920 جنيه. إلا أن لاحقاً تخطى إيراداته فيلم البدلة.

## وصلات خارجية
- مقالات تستعمل روابط فنية بلا صلة مع ويكي بيانات